# Upplands runinskrifter 777
Upplands runinskrifter 777 är ett försvunnet vikingatida runstensfragment som funnits vid Teda prästgård, Teda socken och Enköpings kommun. Möjligen är runstensfragmentet inmurat i en svale på gården.

## Inskriften
Translitterering av runraden:
[...--nyk : sikmunt ...]
Normalisering till runsvenska:
... Sigmund ...
Översättning till nusvenska:
... Sigmund ...